# Cătălin Carp
Cătălin Carp (sinh ngày 20 tháng 10 năm 1993) là một cầu thủ bóng đá người Moldova thi đấu ở vị trí tiền vệ phòng ngự cho câu lạc bộ Nga F.K. Ufa và Đội tuyển bóng đá quốc gia Moldova.

## Sự nghiệp câu lạc bộ
Carp vượt qua hệ thống trẻ của câu lạc bộ bóng đá Ukraina FC Shakhtar Donetsk.
Vào tháng 1 năm 2012 Carp ký hợp đồng 3 năm cùng với đội bóng tại Giải bóng đá ngoại hạng Ukraina F.K. Dynamo Kyiv.
Vào ngày 27 tháng 1 năm 2017, anh gia nhập một câu lạc bộ tại Giải bóng đá ngoại hạng Nga F.K. Ufa với bản hợp đồng 3,5 năm.

## Sự nghiệp quốc tế
Vào ngày 14 tháng 8 năm 2013 anh ra mắt cho Đội tuyển bóng đá quốc gia Moldova trong trận giao hữu với Andorra.

### Bàn thắng quốc tế
| 1.                           | 14 tháng 2 năm 2015 | Khu liên hợp thể thao Mardan, Antalya, Thổ Nhĩ Kỳ | România | 1–2 | Thua | Giao hữu                 |
| 2.                           | 31 tháng 3 năm 2021 | Sân vận động Zimbru, Chișinău, Moldova            | Israel  | 1–4 | Thua | Vòng loại World Cup 2022 |
| Tính đến 25 tháng 5 năm 2016 |                     |                                                   |         |     |      |                          |

## Đời sống cá nhân
Bố của anh, Ilie Carp, hiện tại là một trinh thám bóng đá, từng làm việc ở Moldova, Belarus, Kazakhstan và Azerbaijan.

## Thống kê sự nghiệp

### Câu lạc bộ
Tính đến 13 tháng 5 năm 2018
| Câu lạc bộ            | Mùa giải            | Giải vô địch                    | Giải vô địch | Giải vô địch | Cúp     | Cúp       | Châu lục | Châu lục  | Khác    | Khác      | Tổng cộng | Tổng cộng |
| Câu lạc bộ            | Mùa giải            | Hạng đấu                        | Số trận      | Bàn thắng    | Số trận | Bàn thắng | Số trận  | Bàn thắng | Số trận | Bàn thắng | Số trận   | Bàn thắng |
| --------------------- | ------------------- | ------------------------------- | ------------ | ------------ | ------- | --------- | -------- | --------- | ------- | --------- | --------- | --------- |
| F.K. Dynamo Kyiv      | 2011–12             | Giải bóng đá ngoại hạng Ukraina | 0            | 0            | 0       | 0         | 0        | 0         | –       | –         | 0         | 0         |
| F.K. Dynamo Kyiv      | 2012–13             | Giải bóng đá ngoại hạng Ukraina | 0            | 0            | 0       | 0         | 0        | 0         | –       | –         | 0         | 0         |
| F.K. Dynamo Kyiv      | Tổng cộng           | Tổng cộng                       | 0            | 0            | 0       | 0         | 0        | 0         | 0       | 0         | 0         | 0         |
| F.K. Dynamo-2 Kyiv    | 2013–14             | Ukrainian First League          | 23           | 0            | –       | –         | –        | –         | –       | –         | 23        | 0         |
| CFR Cluj              | 2014–15             | Liga I                          | 17           | 0            | 3       | 0         | –        | –         | –       | –         | 20        | 0         |
| FC Steaua București   | 2015–16             | Liga I                          | 9            | 0            | 2       | 0         | 0        | 0         | 2       | 0         | 13        | 0         |
| FC Viitorul Constanța | 2016–17             | Liga I                          | 14           | 0            | 2       | 0         | 2        | 0         | –       | –         | 18        | 0         |
| F.K. Ufa              | 2016–17             | Giải bóng đá ngoại hạng Nga     | 9            | 0            | 2       | 0         | –        | –         | –       | –         | 11        | 0         |
| F.K. Ufa              | 2017–18             | Giải bóng đá ngoại hạng Nga     | 10           | 0            | 1       | 0         | –        | –         | –       | –         | 11        | 0         |
| F.K. Ufa              | Tổng cộng           | Tổng cộng                       | 19           | 0            | 3       | 0         | 0        | 0         | 0       | 0         | 22        | 0         |
| Tổng cộng sự nghiệp   | Tổng cộng sự nghiệp | Tổng cộng sự nghiệp             | 82           | 0            | 10      | 0         | 2        | 0         | 2       | 0         | 96        | 0         |

## Danh hiệu

### Câu lạc bộ
CFR Cluj
Liga I: 2014-15
Steaua București
Liga I: 2015-16
- Cúp Liên đoàn: 2015–16

Viitorul Constanța
- Liga I: 2016–17